# David Wilson (Hürdenläufer)
David Wilson (David Nicholson „Dave“ Wilson; * 7. September 1951 in Edinburgh) ist ein ehemaliger britischer Hürdenläufer und Hochspringer.
1970 wurde er für Schottland startend bei den British Commonwealth Games in Edinburgh Siebter im Hochsprung.
Bei den Olympischen Spielen 1972 in München schied er über 110 m Hürden im Vorlauf aus.
1970 wurde er Englischer Hallenmeister im Hochsprung und 1980 über 60 m Hürden. Sechsmal wurde er Schottischer Meister über 110 m Hürden (1970–1972, 1974, 1977, 1981) und dreimal im Hochsprung (1970–1972).

## Persönliche Bestleistungen
- 50 m Hürden (Halle): 6,77 s, 3. Februar 1979, Berlin
- 60 m Hürden (Halle): 7,99 s, 26. Januar 1980, Cosford (handgestoppt: 7,9 s, 12. Januar 1980, Cosford)
- 110 m Hürden: 14,21 s, 15. Juli 1972, London (handgestoppt: 13,9 s, 29. Juni 1974, Warschau)
- Hochsprung: 2,05 m, 1970